# Laurence Steinhardt
Pour les articles homonymes, voir Steinhardt.
Laurence Adolph Steinhardt (1892–1950) est un diplomate américain.

## Biographie
Juriste, docteur en droit de l'Université de Columbia, il soutient la campagne de Franklin Roosevelt en 1932 et intègre le corps diplomatique. Il a servi en Suède, au Pérou, en URSS, en Turquie, en Tchécoslovaquie et au Canada.
Il est ambassadeur des États-Unis en URSS du 11 août 1939 au 12 novembre 1941 ; à ce poste, il lance l'alliance soviéto-américaine, notamment en faisant bénéficier l'Union soviétique du bénéfice de la loi prêt-bail ; en février 1940, dans une note au Département d'Etat, il sous-estime gravement les mesures de déportation concernant les Pays baltes décidées par Staline. Le 16 octobre 1941, au début de la bataille de Moscou, il est évacué à Kouïbychev (maintenant Samara) avec tout le corps diplomatique et une partie du gouvernement soviétique.
Entre 1942 et 1945, il est ambassadeur à Ankara, où il favorise l'arrivée de réfugiés juifs d'Europe centrale en Turquie mais échoue cependant à faire rentrer le pays dans la guerre aux côtés des Alliés immédiatement.
Il est ambassadeur en Tchécoslovaquie entre juillet 1945 et septembre 1948, où  il assiste impuissant à la prise de pouvoir par les communistes au moment du coup de Prague (19 au 25 février 1948).
Il meurt dans un accident d'avion, devenant le premier ambassadeur américain à être mort en service.